# Asparagus brachyphyllus
Asparagus brachyphyllus là một loài thực vật có hoa trong họ Măng tây. Loài này được Turcz. mô tả khoa học đầu tiên năm 1840.